# Marie Blokhus
Marie Liland Blokhus, née le 7 octobre 1982 à Bodø, est une actrice norvégienne.
Elle a grandi à Tverlandet, un faubourg de la commune de Bodø.
Elle est diplômée de l'Académie nationale norvégienne de théâtre en 2010 et obtient la même année un contrat à Det Norske Teatret, où elle est employée permanente à partir de 2014.

## Théâtre
Marie Blokhus a été nommée au prix Hedda en 2013, dans la catégorie "meilleure actrice" pour son rôle comme Anne dans Over open avgrunn de Tarjei Vesaas au Norske Teatret et son rôle comme Una dans Blackbird de David Harrower au Riksteatret. Elle remporte le prix Hedda en 2015, toujours dans la catégorie "meilleure actrice" pour son rôle d'Allis dans Fugletribunalet (le tribunal des oiseaux), sous la régie de Marit Moum Aune au Norske Teatret.
Elle joue le rôle éponyme dans Hamlet en 2016, et a de nouveau le rôle principal comme Georgie dans Heisenberg de Simon Stephens en 2017. Elle fait ses débuts comme régisseuse en 2019 au théâtre national de Bergen avec Våre barn de Lucy Kirkwood. En 2020, elle écrit et met en scène Werther en collaboration avec Siri Løkholm Ramberg.

## Cinéma
Elle est nommée au prix Amanda en 2013 dans la catégorie "débutante de l'année" pour le rôle principal dans le film Chasing the Wind. En 2014, elle remporte le prix Kanon comme meilleure actrice pour le même film.
Marie Blokhus a été nommée au Gullruten en 2014, pour son rôle de Maria dans la série télévisée de NRK Side om Side. Elle quitte la série en 2015.
Elle a été mariée de 2011 à 2016 avec l'acteur Frank Kjosås (1981–). Depuis 2016, elle est dans une relation avec l'acteur Anders Baasmo Christiansen. Ils ont eu un fils en février 2018.

## Filmographie partielle
- 2020 : Børning 3
- 2017 : Oskars Amerika
- 2017 : Le 12e homme
- 2016 : Børning 2
- 2014 : Børning
- 2013 : Chasing the Wind
- 2013-2015 : Side om side (série NRK)
- 2011 : Arme Riddere
- 2009 : Upperdog